# Les Débuts de Max au cinéma
Pour plus de détails, voir Fiche technique et Distribution.
Les Débuts de Max au cinéma est un court métrage muet français réalisé par Louis Gasnier et Max Linder en 1910.

## Résumé
Recommandé par un ami du théâtre de l'Ambigu, Max muni de sa lettre est reçu dans la maison Pathé. Présenté au directeur, il fait ensuite des essais devant le réalisateur de la maison. Une semaine plus tard, il est convoqué aux studios de Joinville. Il doit jouer un mari qui rentre tard chez lui. Il est défenestré par sa femme et sa fille, recevant sur sa tête lit, matelas armoire... Une bagarre s'ensuit, roulant sur le macadam, il est arrosé copieusement par un agent municipal. Il doit néanmoins sourire devant la caméra et désabusé, il s'en prend pour finir au réalisateur.

## Fiche technique
- Réalisation : Louis J. Gasnier et Max Linder
- Production : Pathé Frères
- Format : Muet - Noir et blanc - 1,33:1 - 35 mm
- Métrage : 185 m
- Pays : France
- Genre : Comédie burlesque
- Durée : 185 m - 7 min 16 s
- Première présentation en  France - 28 décembre 1910

## Distribution
- Max Linder : Max
- Charles Pathé : Lui-même
- Georges Monca : Lui-même
- Lucien Nonguet : Lui-même

Reste de la distribution :
- Le coursier
- Un premier secrétaire
- Un second secrétaire
- L'actrice jouant la mère
- L'actrice jouant la fille
- L'homme qui se bagarre
- L'arroseur municipal